# Хронологія рекордів Європи з бігу на 1 милю серед чоловіків
Рекорди Європи з бігу на 1 милю визнаються Європейською легкоатлетичною асоціацією з-поміж результатів, які показали європейські легкоатлети на доріжці стадіону, за умови дотримання встановлених вимог.

## Хронологія рекордів
| Результат                            | Атлет                            | Місто змагань | Дата змагань | Примітки    | Відео            |
| ------------------------------------ | -------------------------------- | ------------- | ------------ | ----------- | ---------------- |
| 4.10,4h                              | Пааво Нурмі Фінляндія            | Стокгольм     | 23.08.1923   |             |                  |
| 4.09,2h                              | Жуль Лядумег Франція             | Париж         | 04.10.1931   |             |                  |
| 4.06,4h                              | Сідні Вудерсон Велика Британія   | Лондон        | 28.08.1937   |             |                  |
| 4.06,2h                              | Гундер Хегг Швеція               | Гетеборг      | 01.07.1942   |             |                  |
| 4.06,2h                              | Арне Андерссон Швеція            | Стокгольм     | 10.07.1942   |             |                  |
| 4.04,6h                              | Гундер Хегг Швеція               | Стокгольм     | 04.09.1942   |             |                  |
| 4.02,6h                              | Арне Андерссон Швеція            | Гетеборг      | 01.07.1943   |             |                  |
| 4.01,6h                              | Арне Андерссон Швеція            | Мальме        | 18.07.1944   |             |                  |
| 4.01,4h                              | Гундер Хегг Швеція               | Мальме        | 17.07.1945   | [ 1 ]       |                  |
| 3.59,4h                              | Роджер Банністер Велика Британія | Оксфорд       | 06.05.1954   | [ 2 ]       | Відео на YouTube |
| 3.58,8h                              | Роджер Банністер Велика Британія | Ванкувер      | 07.08.1954   |             |                  |
| 3.58,4h                              | Дерек Ібботсон Велика Британія   | Глазго        | 15.06.1957   |             |                  |
| 3.57,2h                              | Дерек Ібботсон Велика Британія   | Лондон        | 19.07.1957   |             |                  |
| 3.56,5h                              | Зігфрід Валентин НДР             | Потсдам       | 28.05.1959   |             |                  |
| 3.56,0h                              | Вітольд Баран Польща             | Лондон        | 03.08.1964   |             |                  |
| 3.55,5h                              | Мішель Жазі Франція              | Сен-Мор       | 02.06.1965   |             |                  |
| 3.53,6h                              | Мішель Жазі Франція              | Ренн          | 09.06.1965   |             |                  |
| 3.53,3h                              | Імонн Коглен Ірландія            | Кінгстон      | 17.05.1975   |             |                  |
| 3.53,1h                              | Томас Вессінгхаге ФРН            | Стокгольм     | 09.08.1976   |             |                  |
| 3.52,5h                              | Томас Вессінгхаге ФРН            | Стокгольм     | 03.07.1978   |             |                  |
| 3.49,0h (3.48,95)                    | Себастьян Коу Велика Британія    | Осло          | 17.07.1979   |             | Відео на YouTube |
| 3.48,8h                              | Стів Оветт Велика Британія       | Осло          | 01.07.1980   |             | Відео на YouTube |
| 3.48,53                              | Себастьян Коу Велика Британія    | Цюрих         | 19.08.1981   |             | Відео на YouTube |
| 3.48,40                              | Стів Оветт Велика Британія       | Кобленц       | 26.08.1981   |             | Відео на YouTube |
| 3.47,33                              | Себастьян Коу Велика Британія    | Брюссель      | 28.08.1981   |             | Відео на YouTube |
| 3.46,32                              | Стів Крем Велика Британія        | Осло          | 27.07.1985   |             | Відео на YouTube |
| 3.43,73                              | Якоб Інгебрігтсен Норвегія       | Юджин         | 16.09.2023   | [ 3 ] [ 4 ] | Відео на YouTube |
| 1 рік, 192 дні від дати встановлення |                                  |               |              |             |                  |